# Ceux qui sauront
Ceux qui sauront est un roman uchronique de littérature d'enfance et de jeunesse écrit par Pierre Bordage et paru en 2008 aux éditions Flammarion dans la collection Ukronie.

## Résumé
La Révolution française a échoué. Dans une monarchie rétablie où Léon Gambetta et Jules Ferry, qui voulaient populariser l’instruction obligatoire et laïque, ont été assassinés, l’accès au savoir est interdit au peuple. Les pauvres, surnommés les « cous noirs », survivent comme ils peuvent. L’élite seule profite du confort et des nouvelles technologies. C’est alors que des instituteurs commencent à donner des cours clandestinement aux enfants.

## Personnages
- Jean et Clara sont comme le jour et la nuit. Lui est fils d’ouvrier, et elle de la haute société.

- Clara est la fille du directeur de la Banque Royale. Sa famille est riche et son enseignement est obligatoire. Elle voudrait voir le monde et découvrir d’autres contrées.

- Jean est un « cou noir », un enfant du peuple, qui doit travailler dur pour gagner sa vie et nourrir sa famille. Il vit dans la crainte d’être découvert par la police car il fait partie de l’école clandestine.